# Filipinas en los Juegos Olímpicos de Melbourne 1956
Filipinas estuvo representada en los Juegos Olímpicos de Melbourne 1956 por un total de 39 deportistas, 35 hombres y 4 mujeres, que compitieron en 7 deportes.
El equipo olímpico filipino no obtuvo ninguna medalla en estos Juegos.